# 威利斯·开利
威利斯·哈維蘭·開利（英語：Willis Haviland Carrier，1876年11月26日—1950年10月7日），美國工程師及發明家，是現代空調系統的發明者。

## 幼年生活及教育環境
開利生於紐約州伊利湖畔的Angola，繼承了母親對修補鐘錶、縫紉機以及家用器具的能力。他熱愛數學，致力於發明之餘，便在學習數學。
1895年，他得到了獎學金，前往康乃爾大學就讀，取得了機械工程的碩士學位，於1901年畢業。之後，他到了一間製作暖氣機、風箱及排氣系統的公司 - 水牛城鍛造公司的加熱工程部工作，負責設計乾燥木材的系統。

## 發明
開利很快便找到了更好的方式去測量加熱系統的容量，並被任命為公司實驗工程部門的主管。25歲的時候，他設計出了他的第一個重大發明，為布魯克林的Sackett-Wilhelms  印刷出版公司控制溫度及溼度的系統。這間公司偶爾會因紙張及墨水受了熱度及溼度的影響，無法印出準確的顏色。1906年，開利得到了此方法的專利。他繼續於冷卻及溼度控制的發明，最後成為了水牛城鍛造公司的子公司開利空調公司的管理者，此子公司以他的名字命名。

## 公司組織
大蕭條減緩了家用及小型商業在空調上的使用。在1939年的世界博覽會上，開利的圓頂建築讓參觀者對未來的空調有了初步認識，但正要開始流行時，第二次世界大戰開始了。
當第一次世界大戰展開，水牛城鍛造公司被強迫縮減投資事從他們存款裡湊出了$32600美元，建立了開利公司。公司最初的幾個客戶包含了麥迪遜廣場花園、美國國會的會議廳和美國眾議院。第一個家用空調則是安裝在明尼蘇達州的明尼阿波利斯。
開利在1930年代將公司總部搬到了紐約州的雪城，成了中部紐約最大的雇主之一。1930年，他在日本建立了東洋開利工業（東洋キヤリア工業株式会社）。
開利公司是設計製造大型冷藏機器的先鋒。冷氣機增加了夏季的工業產量，大大改變了美國生活。在1920年代將空調帶入家庭中，讓大量移民湧入陽光帶。1980年開利空調公司被聯合技術公司（United Technology Corporation）買下成為子公司，2000年，開利公司營業額超過80億美元，雇用了超過45,000人，2007年營收達到150億美元。
開利和他的三個妻子葬於紐約州水牛城的森林草坪公墓。